# Микулівці
Мику́лівці — село в Україні, у Закарпатській області, Мукачівському районі. Входить до складу Івановецької сільської громади.
храм св. пр. Іллі. 1895.
З 1692 р. походить перша згадка про церкву. З 1704 р. село згадують лише як філію Копинівців. У 1778 р. знову йдеться про дерев'яну церкву.
У 1892 р. згоріла дерев'яна церква, після чого стараннями душпастиря В. Добри спорудили кам'яну, що давніше присвятили Цареві Христу, але в 1988 р. церкву пересвятили на честь св. пр. Іллі. Над входом — дата спорудження (1895 р.) та дата останнього ремонту (1989 р.). У храмі є іконостас гарного різьблення, але ікони вже перемалювали. Біля церкви стоїть проста каркасна дзвіниця з дерева. Один дзвін виготовив у 1891 р. Георгій Гриб з синами, інший — фірма «Акорд» у 1925 р.

## Присілки
Сколінко
Сколінко - колишнє село в Україні, в Закарпатській області.
Обєднане з селом Микулівці
Згадки: 1600: Szkolinkofalva

## Туристичні місця
- храм св. пр. Іллі. 1895.
- лісовий веломаршрут

## Населення
Згідно з переписом УРСР 1989 року чисельність наявного населення села становила 295 осіб, з яких 143 чоловіки та 152 жінки.
За переписом населення України 2001 року в селі мешкало 286 осіб. 100 % населення вказало своєю рідною мовою українську мову.